# 21 يناير
- السبت
- الأحد
- الاثنين
- الثلاثاء
- الأربعاء
- الخميس
- الجمعة

- 2827 جمادى الآخرة 1446  هـ
- 2928 جمادى الآخرة 1446  هـ
- 3029 جمادى الآخرة 1446  هـ
- 3130 جمادى الآخرة 1446  هـ
- 11 رجب 1446  هـ
- 22 رجب 1446  هـ
- 33 رجب 1446  هـ
- 44 رجب 1446  هـ
- 55 رجب 1446  هـ
- 66 رجب 1446  هـ
- 77 رجب 1446  هـ
- 88 رجب 1446  هـ
- 99 رجب 1446  هـ
- 1010 رجب 1446  هـ
- 1111 رجب 1446  هـ
- 1212 رجب 1446  هـ
- 1313 رجب 1446  هـ
- 1414 رجب 1446  هـ
- 1515 رجب 1446  هـ
- 1616 رجب 1446  هـ
- 1717 رجب 1446  هـ
- 1818 رجب 1446  هـ
- 1919 رجب 1446  هـ
- 2020 رجب 1446  هـ
- 2121 رجب 1446  هـ
- 2222 رجب 1446  هـ
- 2323 رجب 1446  هـ
- 2424 رجب 1446  هـ
- 2525 رجب 1446  هـ
- 2626 رجب 1446  هـ
- 2727 رجب 1446  هـ
- 2828 رجب 1446  هـ
- 2929 رجب 1446  هـ
- 3030 رجب 1446  هـ
- 311 شعبان 1446  هـ

21 يناير أو 21 كانون الثاني أو يوم 21 \ 1 (اليوم الحادي والعشرون من الشهر الأوَّل) هو اليوم الحادي والعشرون (21) من السنة وفقًا للتقويم الميلادي الغربي (الغريغوري). يبقى بعده 344 يومًا لانتهاء السنة، أو 345 يومًا في السنوات الكبيسة.

## أحداث
- 1189 - الملكان الإنجليزي ريتشارد الأول والفرنسي فيليب الثاني يبدآن بحشد جيوشهما باتجاه الشرق في إطار الحملة الصليبية الثالثة.
- 1793 - إعدام الملك لويس السادس عشر على يد الثوار الفرنسيين باستخدام المقصلة.
- 1864 - بدء حملة تاورانجا [الإنجليزية] خلال حروب الماوري بنيوزيلندا.
- 1899 - تأسيس شركة أوبل للسيارات.
- 1915 - افتتاح أول مكتب بريد في الكويت وذلك في منزل المعتمد البريطاني.
- 1917 - زلزال في إندونيسيا يؤدي إلى مصرع قرابة خمسة عشر ألف شخص.
- 1930 – اكتشاف كوكب بلوتو.
- 1954 - انطلاق الغواصة الأمريكية «نوتيلوس»، وهي أول غواصة في التاريخ تبدأ بالعمل.
- 1976 - إقلاع أول رحلة لطائرة الكونكورد بين باريس وريو دي جانيرو.
- 1978 - تأسيس البنك السعودي البريطاني المعروف باسم «ساب»، إلا أن نشاطه الفعلي بدأ في 1 يوليو من نفس العام.
- 2000 - خسوف القمر يناير 2000.
- 2007 - ليبيا تعلن عن نيتها تسريح 400 ألف موظف حكومي وهو يمثل ثلث القوة العاملة وذلك في خطوة تهدف إلى تقليل الإنفاق.
- 2009 - الرئيس الأمريكي باراك أوباما يطلب بوقف مؤقت لمحاكمات المشتبه بتورطهم في قضايا إرهابية والتي تجرى في معتقل جوانتانامو لمدة 120 يوم.
- 2012 - مجلس النواب اليمني يوافق على مشروع قانون بمنح الحصانة التامة للرئيس علي عبد الله صالح وأن تنطبق هذه الحصانة على المسؤولين الذين عملوا معه في المؤسسات المدنية والعسكرية والأمنية فيما يتعلق بالأعمال ذات الدوافع السياسية ولا تنطبق على الأعمال الإرهابية، ويأتي إقرار هذا القانون تنفيذًا لبنود المبادرة الخليجية لحل الأزمة اليمنية.
- 2014 - تفجير يستهدف الضاحية الجنوبية لبيروت.
- 2016 - مقتل 41 شخصاً وإصابة 66 آخرين جراء حادث انحراف قطار عن مساره في الهند.
- 2019 - مقتل العشرات من قوات الأمن الوطنية الأفغانية في هُجُومٍ تبنَّته حركة طالبان، على مُجمَّعٍ عسكريٍّ في مدينة ميدان شهر.
- 2020 - الإعلان عن تشكيل الحكومة اللبنانية السادسة والسبعين بعد الاستقلال لِتكون أوَّل حكومة في تاريخ لُبنان مُكوَّنة من أكاديميين وأخصائيين، بعد استقالة الحكومة السابقة نتيجة الاحتجاجات الواسعة.
- 2021 - تفجيران انتحاريان وقعا في ساحة الطيران والباب الشرقي بالقرب من سوق البالة في جانب الرصافة من بغداد، العراق.
- 2023 -
  - رئيسة وزراء نيوزيلندا جاسيندا أرديرن تعلن استقالتها بحلول 7 فبراير، واختيار كريس هيبكنز خلفًا لها.
  - مقتل 12 شخصًا وإصابة 9 آخرين إثر إطلاق نار جماعي في مونتيري بارك في الولايات المتحدة، أثناء احتفال برأس السنة الصينية.
- 2025 - وفاة 79 شخصًا جراء حريق في فندق بمنتجع قرتال قايا للتزلج في ولاية بولي التركية.

## مواليد
- 1813 - جون فريمونت، عسكري ومستكشف أمريكي.
- 1827 - إيفان ميخيفيتش بيرفوشين، عالم رياضيات روسي.
- 1869 - غريغوري راسبوتين، راهب روسي.
- 1889 - نجيب الريحاني، ممثل مصري.
- 1890 - حسن البارودي، ممثل مصري.
- 1901 - ريكاردو زامورا، حارس مرمى كرة قدم إسباني.
- 1904 - بوك فان هيل، لاعب كرة قدم هولندي.
- 1905 - كريستيان ديور، مصمم أزياء فرنسي.
- 1912 - كونراد بلوخ، عالم كيمياء حيوية أمريكي حاصل على جائزة نوبل في الطب عام 1964.
- 1923 - باهينيو، لاعب كرة قدم إسباني.
- 1928 - جين شارب، أستاذ علوم سياسية أمريكي.
- 1933 - جوزيف آشباك، طبيب أمريكي.
- 1941 - سطام بن عبد العزيز آل سعود، أمير منطقة الرياض.
- 1945 -
  - جرجس جبارة، ممثل سوري.
  - نبيلة عبيد، ممثلة مصرية.
- 1951 - إريك هولدر، وزير العدل والنائب العام في الولايات المتحدة.
- 1953 - بول ألين، رجل أعمال أمريكي.
- 1954 - فيل تومبسون، لاعب كرة قدم إنجليزي.
- 1955 - جيف كونز، فنان أمريكي.
- 1956 - جينا ديفيس، ممثلة أمريكية.
- 1963 - حكيم عليوان، لاعب كرة سلة أمريكي من أصل نيجيري.
- 1972 -
  - محمد أبو عبيد، إعلامي فلسطيني.
  - ياسنوري ميتسودا، ملحن ياباني.
- 1975 - نيكي بات، لاعب كرة قدم إنجليزي.
- 1976 - إيما بونتون، مغنية إنجليزية.
- 1977 -
  - فيل نيفيل، لاعب كرة قدم إنجليزي.
  - حسين عبد الغني، لاعب كرة قدم سعودي.
- 1980 -
  - ديف كيتسون، لاعب كرة قدم إنجليزي.
  - نانا ميزكي، مؤدية أداء صوتي يابانية.
- 1981 - ميشال تيلو، مغني برازيلي
- 1982 -
  - سيمون رولفس، لاعب كرة قدم ألماني.
  - نيكولا مايو، لاعب كرة مضرب فرنسي.
  - دين وايتهيد، لاعب كرة قدم إنجليزي.
- 1983 - موريتس فولتس، لاعب كرة قدم ألماني.
- 1987 - عايدة الحاج علي، سياسية سويدية.
- 1988 - ياسمين صبري، ممثلة مصرية.
- 1989 - هنريخ مخيتاريان، لاعب كرة قدم أرميني.

## وفيات
- 1519 - فاسكو نونييث دي بالبوا، مكتشف وحاكم وكونكيستدور إسباني.
- 1609 - جوزيف اسكاليجيه، مستشرق فرنسي.
- 1774 - مصطفى الثالث، سلطان عثماني.
- 1775 - إميليان بوغاتشيف، ثوري روسي.
- 1793 - لويس السادس عشر، ملك فرنسا.
- 1795 - صامويل واليس، مستكشف إنكليزي.
- 1814 - برناردين دي سان بيير، روائي فرنسي.
- 1831 - أخيم فون أرنيم، شاعر ألماني.
- 1870 - ألكسندر هيرزن، كاتب روسي.
- 1872 - فرانتس جريلبارتسر، كاتب نمساوي.
- 1896 - علي الليثي، شاعر مصري.
- 1901 - إليشا غراي، مخترع أمريكي.
- 1914 - أبو الفضل الكلبايكاني، كاتب ديني وعالم بهائي إيراني.
- 1924 - فلاديمير لينين، أول رئيس للإتحاد السوفيتي.
- 1926 - كاميلو غولجي، طبيب إيطالي حاصل على جائزة نوبل في الطب عام 1906.
- 1938 - جورج ميلييس، سينمائي فرنسي.
- 1950 - جورج أورويل، كاتب بريطاني.
- 1955 - أرتشي هان، لاعب أولمبي لرياضة ألعاب القوى من الولايات المتحدة.
- 1969 - ماري منيب، ممثلة مصرية.
- 1982 - زوزو ماضي، ممثلة مصرية.
- 1985 - جيمس بيرد، شيف و كاتب غذاء أمريكي.
- 1993 - عبد الرزاق حسين الخالدي، عالم مسلم وشاعر سوري.
- 1994 - باسل الأسد، ابن الرئيس السوري حافظ الأسد.
- 2002 - بيغي لي، مغنية جاز وبوب أمريكية.
- 2006 - إبراهيم روجوفا، رئيس كوسوفو.
- 2008 - ماري سميث جونز، آخر متحدثة للغة إياك.
- 2009 - أحمد الصباحي، سياسي مصري ورئيس حزب الأمة.
- 2012 - سعود الناصر الصباح، سياسي ودبلوماسي كويتي.
- 2014 - فاروق نجيب، ممثل مصري.
- 2020 - بندر بن محمد بن عبد الرحمن آل سعود، أمير سعودي.
- 2022 - مروان السباعي ممثل سوري.
- 2024 - مختار حسني، لاعب كرة قدم تونسي.

## أعياد ومناسبات
- يوم العلم في كيبك.
- ذكرى ويلينغتون في نيوزيلندا.

## وصلات خارجية
- وكالة الأنباء القطريَّة: حدث في مثل هذا اليوم.
- النيويورك تايمز: حدث في مثل هذا اليوم.
- BBC: حدث في مثل هذا اليوم.